# Akishimo (destroyer)
L'Akishimo (秋霜) était un destroyer de classe Yūgumo en service dans la Marine impériale japonaise pendant la Seconde Guerre mondiale.

## Historique
Il fut assigné à la 1re Force d'Attaque de Diversion lors de la bataille du golfe de Leyte les 23-26 octobre 1944. Le 23 octobre, il sauve 769 survivants du croiseur Maya. Le 24 octobre, assiste le croiseur torpillé Myōkō. Le lendemain, il est légèrement endommagé dans une collision avec le destroyer Shimakaze. Le 26 octobre, il secourt 328 survivants du croiseur Noshiro.
Le 10 novembre 1944, l'Akishimo escorte le convoi de troupes n° 4 de Manille à Ormoc, aux Philippines. Il est lourdement endommagé lors d'une attaque aérienne de North American B-25 Mitchell américain pendant son transit; le navire est touché d'une bombe, brisant sa coque, tuant 20 hommes et en blessant 35 autres. Le destroyer parvient à retourner à Manille à 16 nœuds (30 km/h), puis à Cavite Navy Yard (en) le 11 novembre pour des réparations.
Le 13 novembre, il est gravement endommagé à côté du Akebono par un raid américain sur Manille, à la position géographique 14° 35′ N, 120° 55′ E. Les bombes mirent le feu aux deux navires. Le lendemain, une grande explosion se produisit à bord du Akishimo, provoquant son naufrage du côté tribord. Il y eut 170 survivants (dont 25 blessés) et 15 membres d'équipage furent tués.